# Сарангані (провінція)
Сарангані (себ. Lalawigan sa Sarangani) — провінція Філіппін, у регіоні СОККСКСАРХЕН на острові Мінданао. Адміністративним центром є муніципалітет Алабель. Провінція Сарангані розташована на південному краю острову Мінданао. Сарангані пов'язана асфальтовими дорогами з міжнародним аеропортом та гаванню міста Хенераль-Сантос.

## Географія
Площа провінції становить 3 601,25 км2. Сарангані межує на півночі з провінцією Південне Котабато, на північному сході — з провінцією Південне Давао, на сході — з провінцією Західне Давао, на північному заході — з провінцією Султан-Кударат, на півдні — із затокою Сарангані та морем Сулавесі. Територія провінції Сарангані поділяється на дві (східну та західну) частини, розділені затокою Сарангані та містом Генерал Сантос посередині.

### Адміністративний поділ
Адміністративно поділяється на 7 муніципалітетів.

## Демографія
Згідно перепису 2015 року населення провінції становило 544 261 осіб. За релігійним складом населення розподіляється наступним чином: близько 48 % католики, 25 % — євангелісти, 16 % — мусульмани та інші.

## Економіка
Кокосові, кукурудза, рис, банани, манго, дуріан, каучук та цукровий очерет — це основні культури, які вирощуються в провінції. В Сарангані є плантації (манго, банан, ананас, спаржа), підприємства з вирощування худобу і ранчо, а також рибні господарства, які працюють тут понад 40 років.